# 卡塔里嫩黑尔德
卡塔里嫩黑尔德是德国石勒苏益格－荷尔斯泰因州的一个市镇。总面积8.40平方公里，总人口163人，其中男性76人，女性87人（2011年12月31日），人口密度19人/平方公里。